# Zygadenia laetus
Zygadenia laetus is een keversoort uit de familie Ommatidae. De wetenschappelijke naam van de soort is voor het eerst geldig gepubliceerd in 1976 door Lin.